# 弗瑞德·麥葛里夫
弗瑞德瑞克·史丹利·麥葛里夫（英語：Frederick Stanley McGriff，1963年10月31日—），綽號「Crime Dog」，為美國職棒大聯盟的一壘手，生涯曾效力過藍鳥、教士、勇士、魔鬼魚、小熊與道奇等隊。麥葛里夫生涯入選5次明星賽，兩度拿下全壘打王。生涯敲出493轟和名人堂選手盧·賈里格一樣，並在1995年拿下世界大賽冠軍。目前他在勇士隊的管理部門擔任運營部特助。

## 職業生涯
1981年大聯盟選秀，麥葛里夫在第9輪被洋基選中。1982年，洋基將麥葛里夫、Dave Collins和Mike Morgan交易到藍鳥，換來Dale Murray和Tom Dodd。這筆交易案在日後被視為是一場不對等的交易，因為那時候麥葛里夫還沒登上大聯盟，而洋基換來的球員也沒有太多亮眼的表現。
洋基會把麥葛里夫交易是因為球隊已有唐·馬丁利擔任一壘手，但是換來的Dale Murray在洋基3年只拿下3勝，Dodd更是只在1986年於金鶯隊短暫登上大聯盟。
1986年5月17日，麥葛里夫登上大聯盟。他在18日擔任先發指定打擊，並成功敲出大聯盟首安。
1987年，麥葛里夫達成單季30轟成就，這也開啟他連續7年敲出單季30轟的紀錄。1989年，他以36轟成為美聯全壘打王。而他也是第一位在天虹體育館開轟的球員，最後他幫助藍鳥拿下分區冠軍。1990年，麥葛里夫繳出3成打擊率，這時的他已經成為一名明星強打者。
1990年12月5日，藍鳥將麥葛里夫和湯尼·費南德茲交易到教士，換來羅伯托·阿勒瑪和喬·卡特。藍鳥換來的這兩名球員成為他們在1990年代初拿下世界大賽二連霸的重要功臣。
1991年，麥葛里夫的打擊率為2成74。他在隔年首次入選明星賽，並在年底拿下國聯全壘打王。1993年7月18日，教士將麥葛里夫交易到勇士，換來Vince Moore、Donnie Elliott和Melvin Nieves。他在勇士隊的首場比賽就順利開轟，並成功接替表現不佳的一壘手Sid Bream。勇士隊在麥葛里夫的加入後拿下51勝19敗，成功拿下西區冠軍。麥葛里夫在這年擊出37轟，在MVP票選上拿下第四名。
1994年，麥葛里夫的打擊率為3成18，並敲出34轟。他在明星賽幫助國聯擊出追平轟，成功拿下明星賽MVP。同年他還參加全壘打大賽，最後輸給小肯·葛瑞菲拿下亞軍。
1995年，麥葛里夫成為勇士的中心打者。他在世界大賽上敲出2轟，並幫助勇士拿下世界大賽冠軍。1996年，麥葛里夫的打擊率為2成95，並打回生涯新高的107分打點。球隊再次闖進世界大賽，不過最後2勝4敗輸給洋基。
1997年，麥葛里夫的表現開始出現衰退，整季他敲出22轟。球隊也止步在國聯冠軍賽，最後勇士在球季結束後將麥葛里夫放入擴編選秀名單內，新成立的魔鬼魚也將他選走。
加入魔鬼魚後，麥葛里夫繳出2成78的打擊率，並敲出19轟。隔年他的打擊率更是來到了3成10，還敲出32轟。他在2001年季中加入小熊，並在剩餘球季繳出2成82的打擊率，外帶12轟的表現。可惜還是沒能幫助球隊打進季後賽。
2002年，麥葛里夫再度達成單季30轟，這也幫助他與道奇簽下1年合約。可惜43歲的麥葛里夫在道奇只敲出13轟與2成49的打擊率，有大半的時間都在傷兵名單中渡過。
2004年，魔鬼魚簽下麥葛里夫，希望能讓他達成生涯500轟。但是麥葛里夫的打擊率只剩下1成81，並敲出2轟，這也讓魔鬼魚不得不在7月底將他釋出。
2005年，麥葛里夫宣布退休。他在2010年首次獲得名人堂票選資格，不過他的得票率始終突破不了24%。他一直在2019年才拿下39.8%的得票率，但這年也是他最後一次的票選資格。他也成為非名人堂球員的全壘打王。另外，他和蓋瑞·雪菲爾也成為大聯盟唯二位在5支不同球隊都達成單季30轟的球員。
儘管麥葛里夫錯過2019年的名人堂票選，但他在2022年仍可透過今日賽事委員會推薦進入名人堂票選中。2022年12月4日，麥葛里夫以全票通過之姿入選名人堂。

## 生涯打擊成績
| 出賽次數 | 打席  | 打數 | 得分 | 安打 | 二安 | 三安 | 全壘打 | 打點 | 盜壘 | 保送 | 三振 | 打擊率 | 上壘率 | 長打率 | OPS  |
| -------- | ----- | ---- | ---- | ---- | ---- | ---- | ------ | ---- | ---- | ---- | ---- | ------ | ------ | ------ | ---- |
| 2460     | 10174 | 8757 | 1349 | 2490 | 441  | 24   | 493    | 1550 | 72   | 1305 | 1882 | .284   | .377   | .507   | .886 |

## 外部連結
- 球員資訊和成績在MLB ，ESPN ，Retrosheet ，Baseball Reference ，Baseball Reference (Minors) ，Fangraphs ，The Baseball Cube （英文）
- 弗瑞德·麥葛里夫在台灣棒球維基館上的頁面（繁體中文）